# Marko Jovanović (ur. 1978)
Marko Jovanović, cyr. Mapкo Joвaнoвић (ur. 21 października 1978 w Niszu) – serbski piłkarz, grający na pozycji napastnika.

## Kariera piłkarska

### Kariera klubowa
Wychowanek drużyny FK Radnički Nisz, w której w 1996 rozpoczął karierę piłkarską. Potem występował w serbskich klubach FK Zvezdara Belgrad i FK Vojvodina Nowy Sad. W 2003 wyjechał do Chin, gdzie bronił barw klubu Sichuan Guancheng F.C., a po roku powrócił do Vojvodiny. Latem 2006 został zawodnikiem Zagłębia Lubin, w którym występował do zimy, po czym przeszedł do czarnogórskiego klubu Dečić Tuzi. Latem 2007 wyjechał do Ukrainy, gdzie podpisał kontrakt z ukraińskim Czornomorcem Odessa. Po pół roku powrócił do Serbii, gdzie występował w FK Banat Zrenjanin. Kolejny sezon grał w rumuńskim CFR Timiszoara, po czym przeszedł do Hajduka Kula. Latem 2010 został wypożyczony do FK Proleter Nowy Sad. Potem grał w Albanii, we Vllazni Szkodra i Bylis Ballsh. W 2011 roku przeszedł do RFK Novi Sad.

## Sukcesy i odznaczenia

### Sukcesy klubowe
- mistrz Polski: 2006/2007